# NHL Global Series 2018

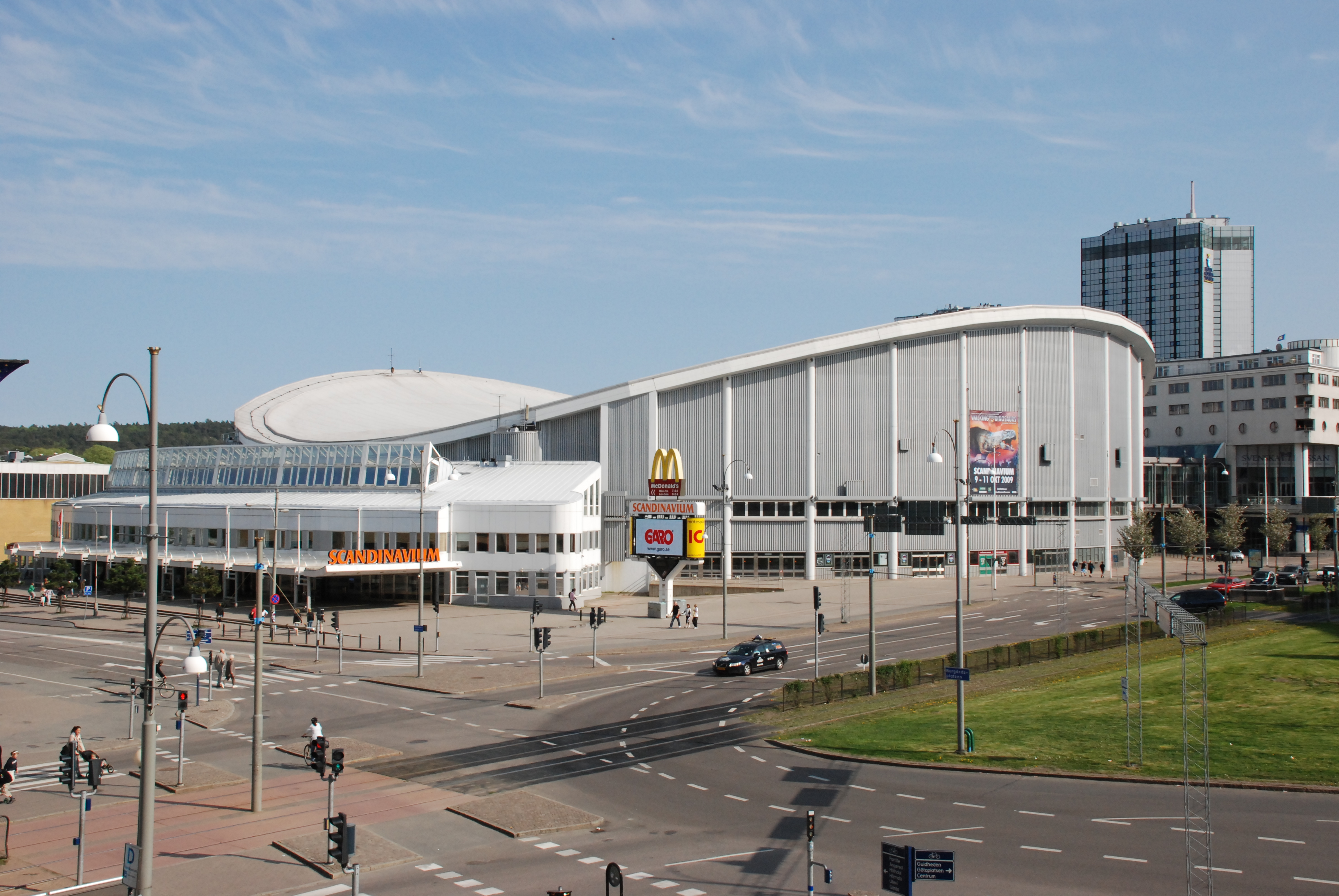
Arenan som stod värd för den svenska delen av sportarrangemanget.

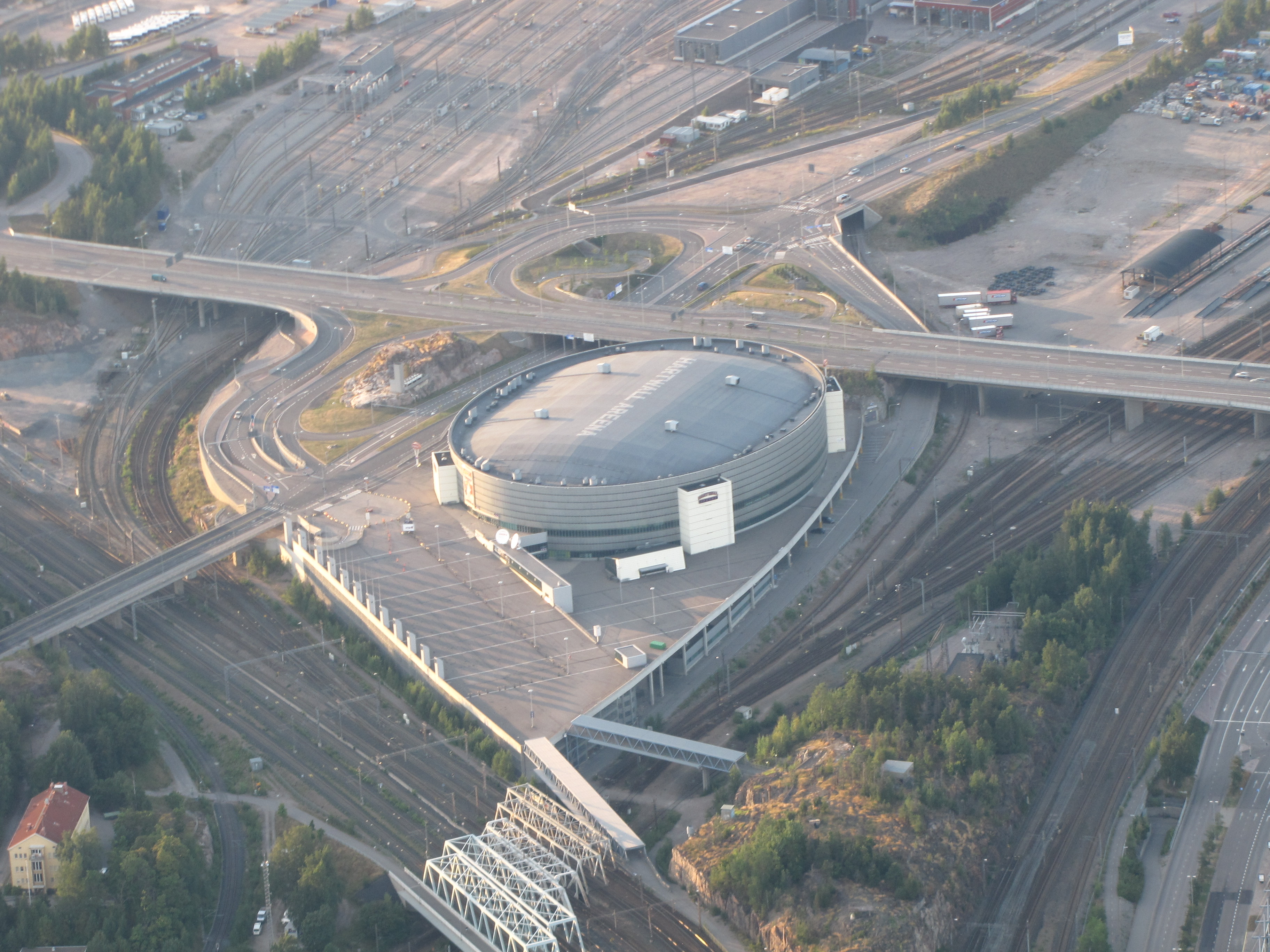
Arenan som stod värd för den finländska delen av sportarrangemanget.

NHL Global Series 2018 var ett sportarrangemang i den nordamerikanska ishockeyligan National Hockey League (NHL) där tre grundspelsmatcher spelades i Europa under säsongen 2018–2019. Den första spelades mellan New Jersey Devils och Edmonton Oilers i Scandinavium i Göteborg i Sverige den 6 oktober 2018. De andra två spelades mellan Florida Panthers och Winnipeg Jets i Hartwall Arena i Helsingfors i Finland den 1 och 2 november 2018.

## New Jersey Devils vs Edmonton Oilers (6 oktober)

### Laguppställningarna
| Vänsterforwards  | Centrar          | Högerforwards      |
| ---------------- | ---------------- | ------------------ |
| Taylor Hall (A)  | Nico Hischier    | Kyle Palmieri      |
| Marcus Johansson | Pavel Zacha      | Stefan Noesen      |
| Miles Wood       | Travis Zajac (A) | John Quenneville   |
| Brian Boyle      | Blake Coleman    | Jean-Sébastien Dea |
| Backar           |                  | Backar             |
| Mirco Müller     |                  | Sami Vatanen       |
| Andy Greene (C)  |                  | Damon Severson     |
| Will Butcher     |                  | Ben Lovejoy        |
|                  | Målvakter        |                    |
|                  | Keith Kinkaid    |                    |
|                  | Eddie Läck       |                    |
|                  | Tränare          |                    |
|                  | John Hynes       |                    |

| Vänsterforwards         | Centrar            | Högerforwards    |
| ----------------------- | ------------------ | ---------------- |
| Ryan Nugent-Hopkins (A) | Connor McDavid (C) | Ty Rattie        |
| Milan Lucic (A)         | Leon Draisaitl     | Kailer Yamamoto  |
| Jujhar Khaira           | Ryan Strome        | Jesse Puljujärvi |
| Tobias Rieder           | Kyle Brodziak      | Zack Kassian     |
| Backar                  |                    | Backar           |
| Oscar Klefbom           |                    | Adam Larsson     |
| Darnell Nurse           |                    | Matt Benning     |
| Kris Russell            |                    | Evan Bouchard    |
|                         | Målvakter          |                  |
|                         | Cam Talbot         |                  |
|                         | Mikko Koskinen     |                  |
|                         | Tränare            |                  |
|                         | Todd McLellan      |                  |

### Resultatet
|  | 6 oktober 2018 | New Jersey Devils | 5 – 2   | Edmonton Oilers | Scandinavium | |
|  |                | Första perioden: Kyle Palmieri (0:58) Assist: Severson Andra perioden: Kyle Palmieri (PP) (2:02) Assists: Butcher, Hischier Travis Zajac (3:11) Assist: Wood Tredje perioden: Travis Zajac (5:27) Assist: Wood Stefan Noesen (18:31) Assists: Vatanen, Müller | Rapport | Första perioden: (4:01) (PP) Milan Lucic Assists: McDavid, Draisaitl Andra perioden: — Tredje perioden: (11:32) Leon Draisaitl Assists: Lucic, McDavid | Göteborg, Sverige Publik: 12 044 Domare: Brad Meier & François St-Laurent Linjedomare: Lonnie Cameron & Jonny Murray | Göteborg, Sverige Publik: 12 044 Domare: Brad Meier & François St-Laurent Linjedomare: Lonnie Cameron & Jonny Murray |
|  |                | |         | | Göteborg, Sverige Publik: 12 044 Domare: Brad Meier & François St-Laurent Linjedomare: Lonnie Cameron & Jonny Murray | Göteborg, Sverige Publik: 12 044 Domare: Brad Meier & François St-Laurent Linjedomare: Lonnie Cameron & Jonny Murray |
|  |                | |         | | Göteborg, Sverige Publik: 12 044 Domare: Brad Meier & François St-Laurent Linjedomare: Lonnie Cameron & Jonny Murray | Göteborg, Sverige Publik: 12 044 Domare: Brad Meier & François St-Laurent Linjedomare: Lonnie Cameron & Jonny Murray |

|                     | New Jersey Devils | Edmonton Oilers |
| ------------------- | ----------------- | --------------- |
| Powerplay           | 1/2               | 1/4             |
| Tacklingar          | 24                | 28              |
| Vunna tekningar (%) | 49                | 51              |
| Blockerade skott    | 8                 | 8               |
| Utvisningsminuter   | 8                 | 4               |

| Period | New Jersey Devils | Edmonton Oilers |
| ------ | ----------------- | --------------- |
| Första | 9                 | 7               |
| Andra  | 10                | 4               |
| Tredje | 8                 | 8               |
| Totalt | 27                | 19              |

#### Utvisningar
| Spelare         | Utvisning       | Utvisningsminuter | Tid             |
| Första perioden | Första perioden | Första perioden   | Första perioden |
| --------------- | --------------- | ----------------- | --------------- |
| Ben Lovejoy     | Holding         | 2:00              | 03:41           |
| Stefan Noesen   | Slashing        | 2:00              | 10:34           |
| Kyle Palmieri   | Roughing        | 2:00              | 15:14           |
| Andra perioden  |                 |                   |                 |
| Brian Boyle     | Tripping        | 2:00              | 14:39           |
| Tredje perioden |                 |                   |                 |
| —               | —               | —                 | —               |
| Källa:          |                 |                   |                 |

| Spelare                                            | Utvisning       | Utvisningsminuter | Tid             |
| Första perioden                                    | Första perioden | Första perioden   | Första perioden |
| -------------------------------------------------- | --------------- | ----------------- | --------------- |
| —                                                  | —               | —                 | —               |
| Andra perioden                                     |                 |                   |                 |
| Jesse Puljujärvi                                   | Interference    | 2:00              | 01:55           |
| Darnell Nurse                                      | Holding         | 2:00              | 06:26           |
| Tredje perioden                                    |                 |                   |                 |
| —                                                  | —               | —                 | —               |
| Termer: Förseelser som leder till utvisningsstraff |                 |                   |                 |

### Statistik

#### New Jersey Devils

##### Utespelare
| Spelare            | Mål | Assists | Poäng | +/− | Utvisningsminuter | Skott | Vunna tekningar (%) | Tacklingar | Tid på isen |
| ------------------ | --- | ------- | ----- | --- | ----------------- | ----- | ------------------- | ---------- | ----------- |
| Kyle Palmieri      | 2   | 0       | 2     | 0   | 2                 | 3     | —                   | 1          | 18:37       |
| Tavis Zajac        | 2   | 0       | 2     | +2  | 0                 | 3     | 71                  | 0          | 17:22       |
| Miles Wood         | 0   | 2       | 2     | +2  | 0                 | 1     | —                   | 2          | 13:43       |
| Stefan Noesen      | 1   | 0       | 1     | +1  | 2                 | 3     | 0                   | 2          | 15:23       |
| Will Butcher       | 0   | 1       | 1     | +1  | 0                 | 3     | —                   | 0          | 17:36       |
| Nico Hischier      | 0   | 1       | 1     | 0   | 0                 | 2     | 35                  | 1          | 16:47       |
| Mirco Müller       | 0   | 1       | 1     | +1  | 0                 | 1     | —                   | 3          | 20:49       |
| Damon Severson     | 0   | 1       | 1     | +1  | 0                 | 0     | —                   | 0          | 20:09       |
| Sami Vatanen       | 0   | 1       | 1     | +1  | 0                 | 0     | —                   | 2          | 22:57       |
| Brian Boyle        | 0   | 0       | 0     | 0   | 2                 | 1     | —                   | 1          | 9:37        |
| Blake Coleman      | 0   | 0       | 0     | 0   | 0                 | 0     | 71                  | 2          | 10:26       |
| Jean-Sébastien Dea | 0   | 0       | 0     | 0   | 0                 | 2     | —                   | 2          | 8:47        |
| Andy Greene        | 0   | 0       | 0     | +1  | 0                 | 0     | —                   | 2          | 21:39       |
| Taylor Hall        | 0   | 0       | 0     | 0   | 0                 | 4     | 0                   | 1          | 18:56       |
| Marcus Johansson   | 0   | 0       | 0     | +1  | 0                 | 2     | —                   | 2          | 14:58       |
| Ben Lovejoy        | 0   | 0       | 0     | +1  | 2                 | 1     | —                   | 0          | 15:47       |
| John Quenneville   | 0   | 0       | 0     | +2  | 0                 | 0     | 33                  | 2          | 12:00       |
| Pavel Zacha        | 0   | 0       | 0     | +1  | 0                 | 1     | 31                  | 1          | 18:09       |
| Källa:             |     |         |       |     |                   |       |                     |            |             |

##### Målvakt
| Spelare       | Skott mot sig | Räddningar | Insläppta mål | Räddningsprocent | Utvisningsminuter | Tid på isen |
| ------------- | ------------- | ---------- | ------------- | ---------------- | ----------------- | ----------- |
| Keith Kinkaid | 19            | 17         | 2             | 0,895            | 0                 | 60:00       |
| Källa:        |               |            |               |                  |                   |             |

#### Edmonton Oilers

##### Utespelare
| Spelare             | Mål | Assists | Poäng | +/− | Utvisningsminuter | Skott | Vunna tekningar (%) | Tacklingar | Tid på isen |
| ------------------- | --- | ------- | ----- | --- | ----------------- | ----- | ------------------- | ---------- | ----------- |
| Leon Draisaitl      | 1   | 1       | 2     | -1  | 0                 | 1     | 48                  | 2          | 18:26       |
| Milan Lucic         | 1   | 1       | 2     | -1  | 0                 | 1     | —                   | 3          | 19:00       |
| Connor McDavid      | 0   | 2       | 2     | 0   | 0                 | 2     | 67                  | 0          | 23:34       |
| Matt Benning        | 0   | 0       | 0     | -3  | 0                 | 2     | —                   | 2          | 21:17       |
| Evan Bouchard       | 0   | 0       | 0     | 0   | 0                 | 0     | —                   | 2          | 13:57       |
| Kyle Brodziak       | 0   | 0       | 0     | -2  | 0                 | 0     | 50                  | 0          | 9:35        |
| Zack Kassian        | 0   | 0       | 0     | -2  | 0                 | 0     | —                   | 3          | 10:21       |
| Jujhar Khaira       | 0   | 0       | 0     | 0   | 0                 | 0     | 0                   | 2          | 10:42       |
| Oscar Klefbom       | 0   | 0       | 0     | 0   | 0                 | 2     | —                   | 1          | 20:41       |
| Adam Larsson        | 0   | 0       | 0     | 0   | 0                 | 0     | —                   | 2          | 19:17       |
| Ryan Nugent-Hopkins | 0   | 0       | 0     | 0   | 0                 | 1     | —                   | 0          | 21:00       |
| Darnell Nurse       | 0   | 0       | 0     | -3  | 2                 | 4     | —                   | 2          | 23:59       |
| Jesse Puljujärvi    | 0   | 0       | 0     | 0   | 2                 | 1     | 100                 | 1          | 13:17       |
| Ty Rattie           | 0   | 0       | 0     | 0   | 0                 | 2     | —                   | 4          | 19:13       |
| Tobias Rieder       | 0   | 0       | 0     | -2  | 0                 | 0     | —                   | 0          | 9:00        |
| Kris Russell        | 0   | 0       | 0     | 0   | 0                 | 0     | —                   | 1          | 14:48       |
| Ryan Strome         | 0   | 0       | 0     | -1  | 0                 | 1     | 33                  | 3          | 14:43       |
| Kailer Yamamoto     | 0   | 0       | 0     | -1  | 0                 | 2     | —                   | 0          | 15:48       |
| Källa:              |     |         |       |     |                   |       |                     |            |             |

##### Målvakt
| Spelare    | Skott mot sig | Räddningar | Insläppta mål | Räddningsprocent | Utvisningsminuter | Tid på isen |
| ---------- | ------------- | ---------- | ------------- | ---------------- | ----------------- | ----------- |
| Cam Talbot | 26            | 22         | 4             | 0,846            | 0                 | 59:15       |
| Källa:     |               |            |               |                  |                   |             |

## Florida Panthers vs Winnipeg Jets (1 november)

### Laguppställningarna
| Vänsterforwards    | Centrar                   | Högerforwards    |
| ------------------ | ------------------------- | ---------------- |
| Jevgenij Dadonov   | Aleksandr Barkov, Jr. (C) | Nick Bjugstad    |
| Jonathan Huberdeau | Vincent Trocheck (A)      | Mike Hoffman     |
| Frank Vatrano      | Jared McCann              | Denis Malgin     |
| Troy Brouwer       | Juho Lammikko             | Colton Sceviour  |
| Backar             |                           | Backar           |
| Mike Matheson      |                           | Aaron Ekblad     |
| Keith Yandle (A)   |                           | Alex Petrovic    |
| Bogdan Kiselevitj  |                           | MacKenzie Weegar |
|                    | Målvakter                 |                  |
|                    | James Reimer              |                  |
|                    | Michael Hutchinson        |                  |
|                    | Tränare                   |                  |
|                    | Bob Boughner              |                  |

| Vänsterforwards | Centrar            | Högerforwards        |
| --------------- | ------------------ | -------------------- |
| Nikolaj Ehlers  | Mark Scheifele (A) | Blake Wheeler (C)    |
| Kyle Connor     | Bryan Little       | Mathieu Perreault    |
| Brandon Tanev   | Adam Lowry         | Patrik Laine         |
| Brendan Lemieux | Andrew Copp        | Jack Roslovic        |
| Backar          |                    | Backar               |
| Josh Morrissey  |                    | Jacob Trouba         |
| Ben Chiarot     |                    | Dustin Byfuglien (A) |
| Dmitrij Kulikov |                    | Tyler Myers          |
|                 | Målvakter          |                      |
|                 | Connor Hellebuyck  |                      |
|                 | Laurent Brossoit   |                      |
|                 | Tränare            |                      |
|                 | Paul Maurice       |                      |

### Resultatet
|  | 1 november 2018 | Florida Panthers | 2 – 4   | Winnipeg Jets | Hartwall Arena | |
|  |                 | Första perioden: — Andra perioden: Keith Yandle (PP) (4:18) Assists: Barkov, Hoffman Jevgenij Dadonov (17:54) Assists: Matheson, Bjugstad Tredje perioden: — | Rapport | Första perioden: (18:34) Mathieu Perreault Assists: Little, Byfuglien Andra perioden: (15:14) (PP) Patrik Laine Assists: Wheeler, Byfuglien Tredje perioden: (3:28) Patrik Laine Assists: Wheeler, Byfuglien (19:17) Patrik Laine Assists: Scheifele, Wheeler | Helsingfors, Finland Publik: 13 490 Domare: Gord Dwyer & Dan O'Rourke Linjedomare: David Brisebois & Scott Cherrey | Helsingfors, Finland Publik: 13 490 Domare: Gord Dwyer & Dan O'Rourke Linjedomare: David Brisebois & Scott Cherrey |
|  |                 | |         | | Helsingfors, Finland Publik: 13 490 Domare: Gord Dwyer & Dan O'Rourke Linjedomare: David Brisebois & Scott Cherrey | Helsingfors, Finland Publik: 13 490 Domare: Gord Dwyer & Dan O'Rourke Linjedomare: David Brisebois & Scott Cherrey |
|  |                 | |         | | Helsingfors, Finland Publik: 13 490 Domare: Gord Dwyer & Dan O'Rourke Linjedomare: David Brisebois & Scott Cherrey | Helsingfors, Finland Publik: 13 490 Domare: Gord Dwyer & Dan O'Rourke Linjedomare: David Brisebois & Scott Cherrey |

|                     | Florida Panthers | Winnipeg Jets |
| ------------------- | ---------------- | ------------- |
| Powerplay           | 1/5              | 2/6           |
| Tacklingar          | 13               | 26            |
| Vunna tekningar (%) | 42               | 58            |
| Blockerade skott    | 13               | 26            |
| Utvisningsminuter   | 14               | 12            |

| Period | Florida Panthers | Winnipeg Jets |
| ------ | ---------------- | ------------- |
| Första | 18               | 14            |
| Andra  | 14               | 8             |
| Tredje | 6                | 14            |
| Totalt | 38               | 36            |

#### Utvisningar
| Spelare                   | Utvisning         | Utvisningsminuter | Tid             |
| Första perioden           | Första perioden   | Första perioden   | Första perioden |
| ------------------------- | ----------------- | ----------------- | --------------- |
| —                         | —                 | —                 | —               |
| Andra perioden            |                   |                   |                 |
| Vincent Trocheck          | Filmning          | 2:00              | 02:25           |
| Alex Petrovic             | Tripping          | 2:00              | 15:03           |
| Jevgenij Dadonov          | Tripping          | 2:00              | 20:00           |
| Tredje perioden           |                   |                   |                 |
| Keith Yandle              | Tripping          | 2:00              | 02:45           |
| Lagstraff (Nick Bjugstad) | För många på isen | 2:00              | 02:45           |
| Mike Hoffman              | Slashing          | 2:00              | 14:03           |
| Aaron Ekblad              | Interference      | 2:00              | 15:32           |
| Källa:                    |                   |                   |                 |

| Spelare                                            | Utvisning               | Utvisningsminuter | Tid             |
| Första perioden                                    | Första perioden         | Första perioden   | Första perioden |
| -------------------------------------------------- | ----------------------- | ----------------- | --------------- |
| Dmitrij Kulikov                                    | Hög klubba              | 2:00              | 12:31           |
| Andra perioden                                     |                         |                   |                 |
| Ben Chiarot                                        | Holding                 | 2:00              | 02:25           |
| Jacob Trouba                                       | Tripping                | 2:00              | 04:03           |
| Adam Lowry                                         | Elbowing                | 2:00              | 06:29           |
| Adam Lowry                                         | Osportsligt uppträdande | 2:00              | 06:29           |
| Tredje perioden                                    |                         |                   |                 |
| Josh Morrissey                                     | Interference            | 2:00              | 10:19           |
| Termer: Förseelser som leder till utvisningsstraff |                         |                   |                 |

### Statistik

#### Florida Panthers

##### Utespelare
| Spelare               | Mål | Assists | Poäng | +/− | Utvisningsminuter | Skott | Vunna tekningar (%) | Tacklingar | Tid på isen |
| --------------------- | --- | ------- | ----- | --- | ----------------- | ----- | ------------------- | ---------- | ----------- |
| Jevgenij Dadonov      | 1   | 0       | 1     | 0   | 2                 | 8     | —                   | 0          | 18:57       |
| Keith Yandle          | 1   | 0       | 1     | -2  | 2                 | 1     | —                   | 1          | 26:03       |
| Aleksandr Barkov, Jr. | 0   | 1       | 1     | 0   | 0                 | 4     | 43                  | 0          | 24:34       |
| Nick Bjugstad         | 0   | 1       | 1     | +1  | 0                 | 1     | 100                 | 0          | 15:21       |
| Mike Hoffman          | 0   | 1       | 1     | -2  | 2                 | 6     | 50                  | 0          | 17:23       |
| Mike Matheson         | 0   | 1       | 1     | +1  | 0                 | 1     | —                   | 0          | 19:40       |
| Troy Brouwer          | 0   | 0       | 0     | 0   | 0                 | 0     | 0                   | 2          | 7:02        |
| Aaron Ekblad          | 0   | 0       | 0     | +1  | 2                 | 5     | —                   | 0          | 18:27       |
| Jonathan Huburdeau    | 0   | 0       | 0     | -2  | 0                 | 4     | —                   | 0          | 18:25       |
| Bogdan Kiselevitj     | 0   | 0       | 0     | 0   | 0                 | 0     | —                   | 0          | 14:14       |
| Juho Lammikko         | 0   | 0       | 0     | 0   | 0                 | 0     | 33                  | 0          | 8:11        |
| Denis Malgin          | 0   | 0       | 0     | 0   | 0                 | 0     | 0                   | 0          | 15:07       |
| Jared McCann          | 0   | 0       | 0     | 0   | 0                 | 1     | 75                  | 0          | 9:36        |
| Alex Petrovic         | 0   | 0       | 0     | -1  | 2                 | 1     | —                   | 3          | 18:56       |
| Colton Sceviour       | 0   | 0       | 0     | 0   | 0                 | 1     | 0                   | 0          | 8:19        |
| Vincent Trocheck      | 0   | 0       | 0     | -2  | 2                 | 4     | 48                  | 2          | 22:00       |
| Frank Vatrano         | 0   | 0       | 0     | 0   | 0                 | 2     | 0                   | 0          | 15:05       |
| MacKenzie Weegar      | 0   | 0       | 0     | 0   | 0                 | 1     | —                   | 2          | 14:15       |
| Källa:                |     |         |       |     |                   |       |                     |            |             |

##### Målvakt
| Spelare      | Skott mot sig | Räddningar | Insläppta mål | Räddningsprocent | Utvisningsminuter | Tid på isen |
| ------------ | ------------- | ---------- | ------------- | ---------------- | ----------------- | ----------- |
| James Reimer | 35            | 32         | 3             | 0,914            | 0                 | 57:35       |
| Källa:       |               |            |               |                  |                   |             |

#### Winnipeg Jets

##### Utespelare
| Spelare           | Mål | Assists | Poäng | +/− | Utvisningsminuter | Skott | Vunna tekningar (%) | Tacklingar | Tid på isen |
| ----------------- | --- | ------- | ----- | --- | ----------------- | ----- | ------------------- | ---------- | ----------- |
| Patrik Laine      | 3   | 0       | 3     | 0   | 0                 | 7     | 50                  | 1          | 15:31       |
| Dustin Byfuglien  | 0   | 3       | 3     | +1  | 0                 | 5     | —                   | 4          | 23:42       |
| Blake Wheeler     | 0   | 3       | 3     | +1  | 0                 | 3     | 100                 | 1          | 22:09       |
| Mathieu Perreault | 1   | 0       | 1     | +1  | 0                 | 4     | 100                 | 0          | 15:34       |
| Bryan Little      | 0   | 1       | 1     | +1  | 0                 | 2     | 58                  | 0          | 17:19       |
| Mark Scheifele    | 0   | 1       | 1     | +1  | 0                 | 1     | 50                  | 0          | 23:24       |
| Ben Chiarot       | 0   | 0       | 0     | 0   | 2                 | 0     | —                   | 1          | 15:30       |
| Kyle Connor       | 0   | 0       | 0     | +1  | 0                 | 1     | —                   | 0          | 18:18       |
| Andrew Copp       | 0   | 0       | 0     | 0   | 0                 | 0     | 67                  | 1          | 6:46        |
| Nikolaj Ehlers    | 0   | 0       | 0     | 0   | 0                 | 2     | —                   | 1          | 16:24       |
| Dmitrij Kulikov   | 0   | 0       | 0     | 0   | 2                 | 0     | —                   | 0          | 10:45       |
| Brendan Lemieux   | 0   | 0       | 0     | 0   | 0                 | 0     | —                   | 0          | 4:17        |
| Adam Lowry        | 0   | 0       | 0     | -1  | 4                 | 2     | 59                  | 4          | 14:24       |
| Josh Morrissey    | 0   | 0       | 0     | +1  | 2                 | 2     | —                   | 1          | 22:59       |
| Tyler Myers       | 0   | 0       | 0     | 0   | 0                 | 5     | —                   | 2          | 20:24       |
| Jack Roslovic     | 0   | 0       | 0     | 0   | 0                 | 0     | —                   | 0          | 4:21        |
| Brandon Tanev     | 0   | 0       | 0     | -1  | 0                 | 0     | —                   | 0          | 15:06       |
| Jacob Trouba      | 0   | 0       | 0     | 0   | 2                 | 2     | —                   | 1          | 22:55       |
| Källa:            |     |         |       |     |                   |       |                     |            |             |

##### Målvakt
| Spelare           | Skott mot sig | Räddningar | Insläppta mål | Räddningsprocent | Utvisningsminuter | Tid på isen |
| ----------------- | ------------- | ---------- | ------------- | ---------------- | ----------------- | ----------- |
| Connor Hellebuyck | 38            | 36         | 2             | 0,947            | 0                 | 59:57       |
| Källa:            |               |            |               |                  |                   |             |

## Winnipeg Jets vs Florida Panthers (2 november)

### Laguppställningarna
| Vänsterforwards | Centrar            | Högerforwards        |
| --------------- | ------------------ | -------------------- |
| Nikolaj Ehlers  | Mark Scheifele (A) | Blake Wheeler (C)    |
| Kyle Connor     | Bryan Little       | Mathieu Perreault    |
| Brandon Tanev   | Adam Lowry         | Patrik Laine         |
| Brendan Lemieux | Andrew Copp        | Nic Petan            |
| Backar          |                    | Backar               |
| Josh Morrissey  |                    | Jacob Trouba         |
| Ben Chiarot     |                    | Dustin Byfuglien (A) |
| Joe Morrow      |                    | Tyler Myers          |
|                 | Målvakter          |                      |
|                 | Connor Hellebuyck  |                      |
|                 | Laurent Brossoit   |                      |
|                 | Tränare            |                      |
|                 | Paul Maurice       |                      |

| Vänsterforwards    | Centrar                   | Högerforwards    |
| ------------------ | ------------------------- | ---------------- |
| Jevgenij Dadonov   | Aleksandr Barkov, Jr. (C) | Nick Bjugstad    |
| Jonathan Huberdeau | Vincent Trocheck (A)      | Mike Hoffman     |
| Frank Vatrano      | Denis Malgin              | Colton Sceviour  |
| Maksim Mamin       | Juho Lammikko             | Troy Brouwer     |
| Backar             |                           | Backar           |
| Mike Matheson      |                           | Aaron Ekblad     |
| Keith Yandle (A)   |                           | Alex Petrovic    |
| Bogdan Kiselevitj  |                           | MacKenzie Weegar |
|                    | Målvakter                 |                  |
|                    | Roberto Luongo            |                  |
|                    | James Reimer              |                  |
|                    | Tränare                   |                  |
|                    | Bob Boughner              |                  |

### Resultatet
|  | 2 november 2018 | Winnipeg Jets | 2 – 4   | Florida Panthers | Hartwall Arena | |
|  |                 | Första perioden: Nikolaj Ehlers (8:53) Assist: Wheeler Patrik Laine (PP) (17:16) Assist: Wheeler, Byfuglien Andra perioden: — Tredje perioden: — | Rapport | Första perioden: (14:29) (PP) Jevgenij Dadonov Assists: Yandle, Trocheck Andra perioden: (4:59) (PP) Mike Hoffman Assists: Matheson, Bjugstad (19:34) (PP) Keith Yandle Assists: Huberdeau, Dadonov Tredje perioden: (12:15) Frank Vatrano Assist: Huberdeau | Helsingfors, Finland Publik: 13 490 Domare: Gord Dwyer & Dan O'Rourke Linjedomare: David Brisebois & Scott Cherrey | Helsingfors, Finland Publik: 13 490 Domare: Gord Dwyer & Dan O'Rourke Linjedomare: David Brisebois & Scott Cherrey |
|  |                 | |         | | Helsingfors, Finland Publik: 13 490 Domare: Gord Dwyer & Dan O'Rourke Linjedomare: David Brisebois & Scott Cherrey | Helsingfors, Finland Publik: 13 490 Domare: Gord Dwyer & Dan O'Rourke Linjedomare: David Brisebois & Scott Cherrey |
|  |                 | |         | | Helsingfors, Finland Publik: 13 490 Domare: Gord Dwyer & Dan O'Rourke Linjedomare: David Brisebois & Scott Cherrey | Helsingfors, Finland Publik: 13 490 Domare: Gord Dwyer & Dan O'Rourke Linjedomare: David Brisebois & Scott Cherrey |

|                     | Winnipeg Jets | Florida Panthers |
| ------------------- | ------------- | ---------------- |
| Powerplay           | 1/1           | 3/5              |
| Tacklingar          | 14            | 18               |
| Vunna tekningar (%) | 52            | 49               |
| Blockerade skott    | 13            | 21               |
| Utvisningsminuter   | 23            | 19               |

| Period | Winnipeg Jets | Florida Panthers |
| ------ | ------------- | ---------------- |
| Första | 14            | 10               |
| Andra  | 3             | 12               |
| Tredje | 17            | 4                |
| Totalt | 34            | 26               |

#### Utvisningar
| Spelare          | Utvisning               | Utvisningsminuter | Tid             |
| Första perioden  | Första perioden         | Första perioden   | Första perioden |
| ---------------- | ----------------------- | ----------------- | --------------- |
| Mark Scheifele   | Slashing                | 2:00              | 12:35           |
| Andra perioden   |                         |                   |                 |
| Brendan Lemieux  | Hög klubba              | 2:00              | 03:27           |
| Brendan Lemieux  | Fighting                | 5:00              | 14:37           |
| Brendan Lemieux  | Osportsligt uppträdande | 10:00             | 14:37           |
| Tredje perioden  |                         |                   |                 |
| Dustin Byfuglien | Hakning                 | 2:00              | 19:02           |
| Mark Scheifele   | Slashing                | 2:00              | 20:00           |
| Källa:           |                         |                   |                 |

| Spelare                                            | Utvisning       | Utvisningsminuter | Tid             |
| Första perioden                                    | Första perioden | Första perioden   | Första perioden |
| -------------------------------------------------- | --------------- | ----------------- | --------------- |
| Keith Yandle                                       | Slashing        | 2:00              | 16:18           |
| Andra perioden                                     |                 |                   |                 |
| MacKenzie Weegar                                   | Fighting        | 5:00              | 14:37           |
| MacKenzie Weegar                                   | Instigator      | 2:00              | 14:37           |
| MacKenzie Weegar                                   | Matchstraff     | 10:00             | 14:37           |
| Tredje perioden                                    |                 |                   |                 |
| —                                                  | —               | —                 | —               |
| Termer: Förseelser som leder till utvisningsstraff |                 |                   |                 |

### Statistik

#### Winnipeg Jets

##### Utespelare
| Spelare           | Mål | Assists | Poäng | +/− | Utvisningsminuter | Skott | Vunna tekningar (%) | Tacklingar | Tid på isen |
| ----------------- | --- | ------- | ----- | --- | ----------------- | ----- | ------------------- | ---------- | ----------- |
| Blake Wheeler     | 0   | 2       | 2     | 0   | 0                 | 1     | 50                  | 1          | 23:45       |
| Nikolaj Ehlers    | 1   | 0       | 1     | 0   | 0                 | 5     | —                   | 0          | 18:54       |
| Patrik Laine      | 1   | 0       | 1     | 0   | 0                 | 6     | 0                   | 0          | 15:54       |
| Dustin Byfuglien  | 0   | 1       | 1     | 0   | 2                 | 4     | —                   | 1          | 24:21       |
| Ben Chiarot       | 0   | 0       | 0     | +1  | 0                 | 1     | —                   | 1          | 15:43       |
| Kyle Connor       | 0   | 0       | 0     | 0   | 0                 | 2     | —                   | 0          | 16:35       |
| Andrew Copp       | 0   | 0       | 0     | 0   | 0                 | 0     | 80                  | 1          | 8:58        |
| Brendan Lemieux   | 0   | 0       | 0     | 0   | 17                | 1     | 0                   | 0          | 4:41        |
| Bryan Little      | 0   | 0       | 0     | 0   | 0                 | 1     | 47                  | 1          | 15:07       |
| Adam Lowry        | 0   | 0       | 0     | 0   | 0                 | 1     | 47                  | 5          | 14:10       |
| Josh Morrissey    | 0   | 0       | 0     | 0   | 0                 | 2     | —                   | 0          | 21:56       |
| Joe Morrow        | 0   | 0       | 0     | 0   | 0                 | 1     | —                   | 0          | 13:03       |
| Tyler Myers       | 0   | 0       | 0     | -1  | 0                 | 2     | —                   | 1          | 21:08       |
| Mathieu Perreault | 0   | 0       | 0     | 0   | 0                 | 1     | 50                  | 0          | 14:08       |
| Nic Petan         | 0   | 0       | 0     | 0   | 0                 | 0     | —                   | 0          | 6:39        |
| Mark Scheifele    | 0   | 0       | 0     | 0   | 4                 | 2     | 57                  | 2          | 22:25       |
| Brandon Tanev     | 0   | 0       | 0     | 0   | 0                 | 3     | —                   | 1          | 12:26       |
| Jacob Trouba      | 0   | 0       | 0     | 0   | 0                 | 1     | —                   | 0          | 22:07       |
| Källa:            |     |         |       |     |                   |       |                     |            |             |

##### Målvakt
| Spelare           | Skott mot sig | Räddningar | Insläppta mål | Räddningsprocent | Utvisningsminuter | Tid på isen |
| ----------------- | ------------- | ---------- | ------------- | ---------------- | ----------------- | ----------- |
| Connor Hellebuyck | 26            | 22         | 4             | 0,846            | 0                 | 58:16       |
| Källa:            |               |            |               |                  |                   |             |

#### Florida Panthers

##### Utespelare
| Spelare               | Mål | Assists | Poäng | +/− | Utvisningsminuter | Skott | Vunna tekningar (%) | Tacklingar | Tid på isen |
| --------------------- | --- | ------- | ----- | --- | ----------------- | ----- | ------------------- | ---------- | ----------- |
| Jevgenij Dadonov      | 1   | 1       | 2     | -1  | 0                 | 4     | —                   | 1          | 20:28       |
| Keith Yandle          | 1   | 1       | 2     | 0   | 2                 | 3     | —                   | 0          | 24:50       |
| Jonathan Huberdeau    | 0   | 2       | 2     | +1  | 0                 | 0     | 0                   | 0          | 18:47       |
| Mike Hoffman          | 1   | 0       | 1     | -1  | 0                 | 4     | —                   | 0          | 17:39       |
| Frank Vatrano         | 1   | 0       | 1     | +1  | 0                 | 3     | —                   | 2          | 15:39       |
| Nick Bjugstad         | 0   | 1       | 1     | 0   | 0                 | 3     | 58                  | 0          | 15:56       |
| Mike Matheson         | 0   | 1       | 1     | 0   | 0                 | 1     | —                   | 0          | 24:36       |
| Vincent Trocheck      | 0   | 1       | 1     | +1  | 0                 | 1     | 55                  | 2          | 19:00       |
| Aleksandr Barkov, Jr. | 0   | 0       | 0     | -1  | 0                 | 1     | 46                  | 0          | 22:38       |
| Troy Brouwer          | 0   | 0       | 0     | 0   | 0                 | 0     | —                   | 1          | 7:34        |
| Aaron Ekblad          | 0   | 0       | 0     | 0   | 0                 | 1     | —                   | 1          | 22:22       |
| Bogdan Kiselevitj     | 0   | 0       | 0     | 0   | 0                 | 0     | —                   | 2          | 12:53       |
| Juho Lammikko         | 0   | 0       | 0     | 0   | 0                 | 0     | 50                  | 3          | 7:33        |
| Denis Malgin          | 0   | 0       | 0     | 0   | 0                 | 2     | 0                   | 0          | 13:43       |
| Maksim Mamin          | 0   | 0       | 0     | 0   | 0                 | 0     | 0                   | 2          | 6:43        |
| Alex Petrovic         | 0   | 0       | 0     | 0   | 0                 | 1     | —                   | 4          | 21:28       |
| Colton Sceviour       | 0   | 0       | 0     | 0   | 0                 | 0     | —                   | 0          | 16:09       |
| MacKenzie Weegar      | 0   | 0       | 0     | 0   | 17                | 2     | —                   | 0          | 9:49        |
| Källa:                |     |         |       |     |                   |       |                     |            |             |

##### Målvakt
| Spelare        | Skott mot sig | Räddningar | Insläppta mål | Räddningsprocent | Utvisningsminuter | Tid på isen |
| -------------- | ------------- | ---------- | ------------- | ---------------- | ----------------- | ----------- |
| Roberto Luongo | 34            | 32         | 2             | 0,941            | 0                 | 59:15       |
| Källa:         |               |            |               |                  |                   |             |